# Kompania Techniczna Legionów Polskich
Kompania Techniczna Legionów Polskich (ktech) – pododdział saperów Legionów Polskich.

## Historia i tradycje
9 lutego 1916 roku c. i k. Naczelna Komenda Armii pismem K. Nr 2865 zezwoliła na „improwizowanie kompanii technicznej”. C. i k. Komenda Legionów Polskich w piśmie Nr 451 z 6 marca 1916 roku stwierdziła, że improwizowana kompania techniczna składa się z plutonu minerskiego i czterech plutonów saperskich, z których jeden miał być „specjalnie wyćwiczony w budowie mostów”. Kompania była samodzielnym oddziałem gospodarczym przy c. i k. Komendzie Legionów. Pod względem ewidencyjnym do kompanii należały wszystkie oddziały reflektorów i miotaczy min II i III Brygady LP, które były traktowane jako „stale odkomenderowane do pułków piechoty, na czas walki pozycyjnej. Przy walce ruchomej przyłączają się te oddziały do improwizowanej kompanii technicznej”. Komendant kompanii do końca marca 1916 roku miał przedstawić wnioski w sprawie organizacji i funkcjonowania pododdziału. Zgodnie ze „stanem prezencyjnym” kompania liczyła 6 oficerów i 245 żołnierzy, w tym 207 żołnierzy uzbrojonych w karabinki, 16 żołnierzy nieuzbrojonych i 6 ordynansów.
Kompania Techniczna została utworzona 15 marca 1916 roku w Piotrkowie na bazie oddziału minerów utworzonego w lutym 1915 roku i bezpośrednio podległy Komendzie Legionów. Proces organizacji, szkolenia i wyposażania w sprzęt został zakończony 15 maja 1915 roku.
W pierwszych dniach lipca 1915 roku pododdział został skierowany do działań bojowych na froncie. Jego głównym zadaniem, tak jak i kompanii saperów, było przede wszystkim zabezpieczenie wysiłku militarnego formacji legionowych pod względem inżynieryjnym. Po raz pierwszy użyta została do umocnienia pozycji obronnych I Brygady pod m. Czółna. Następnie poprzez Jastków, Białą Podlaską, Kamieniec Litewski kompania budowała mosty, bądź fortyfikowała rubieże obrony, a na trasie Kowel-Brześć naprawiała drogi i zniszczone mosty. Od października 1915 roku do października 1916 roku zabezpieczała walki prowadzone przez I i III Brygadę Legionów.
W końcu listopada 1916 roku została skierowana do garnizonu Modlin i tam wspólnie z kompanią saperów przechodziła reorganizację. Do wiosny 1917 roku trwało szkolenie całego stanu osobowego z jednoczesnym jej przezbrajaniem i wyposażaniem w nowy sprzęt. 
30 kwietnia 1917 roku pododdział otrzymał nazwę „Kompania Saperska Nr 2”.
Na przełomie czerwca i lipca 1917 roku kompania została przeniesiona do Zambrowa. W lipcu 1917 roku, po kryzysie przysięgowym, kompania została rozwiązana. Oficerowie zostali wcieleni do Polskiego Korpusu Posiłkowego, w składzie którego został utworzony Batalion Techniczny.

## Organizacja i obsada personalna kompanii
- dowódca kompanii – por. / kpt. Włodzimierz Hellmann
- dowódca plutonu minerów - chor. / por. Roman Ciborowski
- dowódca II plutonu saperów - ppor. Tadeusz Nowakowski
- dowódca III plutonu saperów - pchor. / ppor. Emil Strumiński
- dowódca IV plutonu saperów - sierż. / ppor. Kazimierz Heillmann
- dowódca plutonu pionierów - chor. / ppor. Józef Warchałowski[4]